# Serie Mundial Amateur de Béisbol de 1986
La XXIX Serie Mundial Amateur de Béisbol se llevó en las ciudades de Haarlem y Róterdam en los Países Bajos del 19 de julio al 2 de agosto de 1986. Cuba ganó por segunda vez consecutiva el título. Fue el último torneo llamado Serie Mundial de Béisbol Amateur.

## Ronda Única
| Posición | Equipo                | Ganados | Perdidos |
| -------- | --------------------- | ------- | -------- |
| 1        | Cuba                  | 10      | 1        |
| 2        | Corea del Sur         | 8       | 3        |
| 3        | China Taipéi          | 8       | 3        |
| 4        | Estados Unidos        | 7       | 4        |
| 5        | Japón                 | 6       | 5        |
| 6        | Italia                | 6       | 5        |
| 7        | Venezuela             | 5       | 6        |
| 8        | Puerto Rico           | 5       | 6        |
| 9        | Países Bajos          | 5       | 6        |
| 10       | Colombia              | 3       | 8        |
| 11       | Antillas Neerlandesas | 2       | 9        |
| 12       | Bélgica               | 1       | 10       |

| Cuba                 |
| Campeón Cuba         |
| Décimo octavo título |